# Кривляни (Жабинківський район)
Кривляни (біл. Крыўляны) — селище (агромістечко) в Жабинківському районі Берестейської області Білорусі. Центр Кривлянської сільради. Населення — 361 осіб (2019). Знаходиться на етнічних українських землях Берестейщини.

## Географія
Кривляни розташовані в 10 км на північних схід від Жабинки. Поруч розташовані села Можейки, Горєлки, Бояри, Вежки, хутір Кореневий. Місцеві дороги ведуть у Великі Сехновичі, Огородники і Глибоке. 
Місцевість належить басейну річки Вісли, навколо села розташована розвинена мережа меліоративних каналів зі стоком в каналах Палахва і Сехновичький (обидва належить басейну річки Мухавець). Найближча залізнична платформа — Яковчиці (гілка Берестя — Барановичі).

## Історія
Перша письмова згадка про послення Кривляни відноситься до 1589 року.
У XVII—XVIII століттях ці землі принадлежали роду князів Чорторийських.
У XVII столітті тут також була фортеця князів Чорторийських, загальною площею 10 га. Фортецю оточував оборонний рів і міцні вали заввишки до 8 метрів. Згідно з деякими джерелами замок міг бути возведений ще раніше, у другій половині XVI ст.
Після Третього поділу Речі Посполитої (1795 рік) поселення увійшло до складу Російської імперії. З 1801 року у складі Кобринського повіту Гродненської губернії. За описом 1875 року частка українців серед чоловіків призовного віку Кобринського повіту становила 90,2 %, євреїв — 8 %, поляків — 0,8 %, німців — 0,1 %, татар — 0,01 %
Відповідно до Ризької мирної угоди (1921) село увійшло до складу міжвоєнної Польщі, де належала до Кобринського повіту Поліського воєводства. З 1939 року увішло до складі Білоруської РСР.
Залишки колишнього замку князів Чорторийських збереглись у вигляді земляних валів зовнішньої лінії оборони: вали, бастіони, рови. Включені до Державного реєстру історико-культурних цінностей Республіки Білорусь.